# درماتوگلیفیک

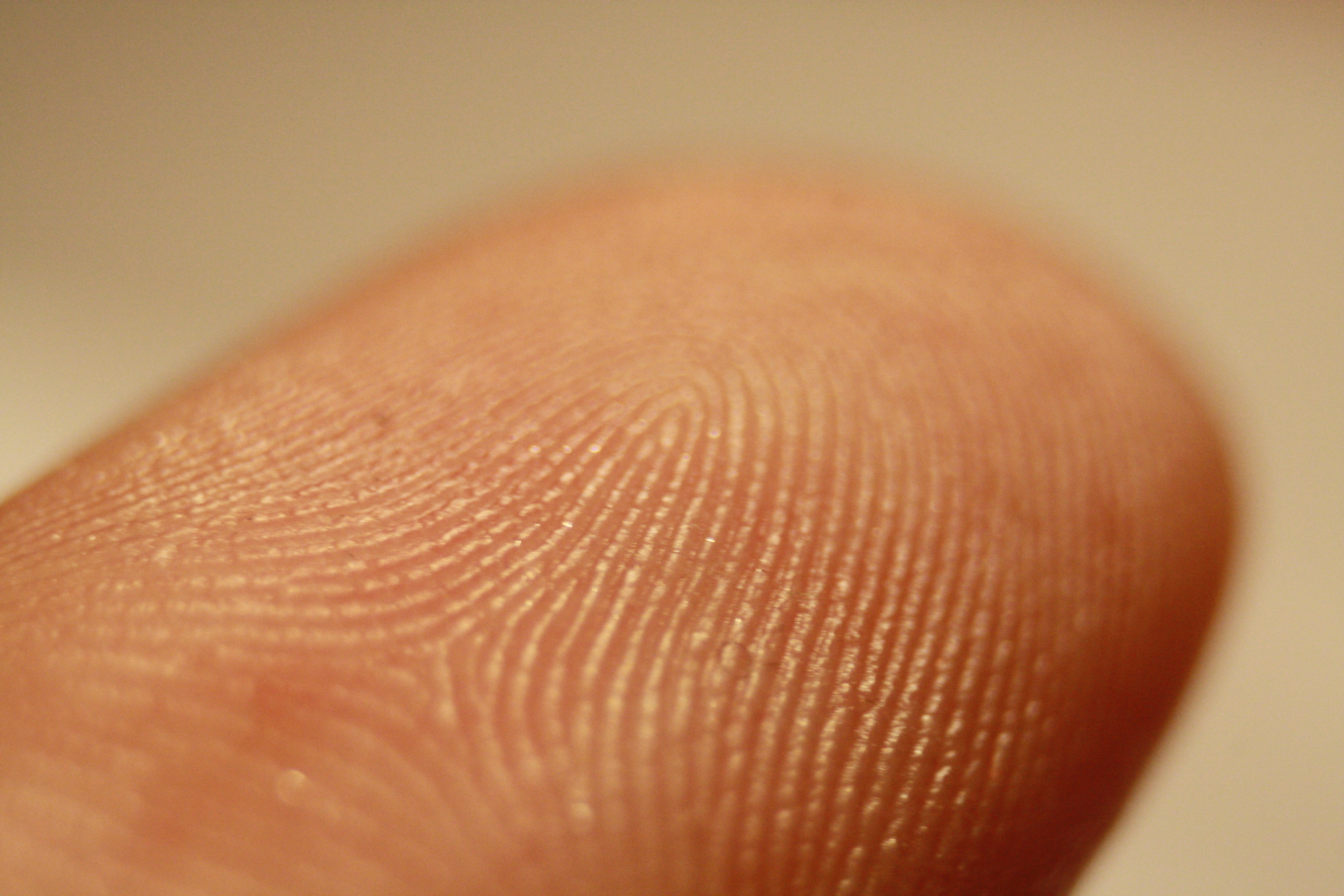
اثر انگشت

درماتوگلیفیک (انگلیسی: Dermatoglyphics) مطالعهٔ علمی اثر، خطوط و اشکال دست‌ها بوده و متمایز از شبه‌علم کف‌بینی است.
درماتوگلیفیک همچنین به تشکیل برجستگی‌ها و شیارهای طبیعی روی قسمت‌های خاص بدن، مثل کف دست‌ها، انگشتان، کف و انگشتان اشاره می‌کند. اینها مناطقی هستند که مو معمولاً رشد نمی‌کنند و این برآمدگی‌ها موجب افزایش قدرت نفوذ در هنگام برداشتن اشیا یا پیاده‌روی می‌شوند.